# Sydowia
Sydowia ist eine englischsprachige Fachzeitschrift für Mykologie, die von der Universität Wien herausgegeben wird.
Die Zeitschrift wurde 1903 als Annales Mycoligici von Hans Sydow gegründet. Nach seinem Tod 1946 übernahm sie ehrenhalber seinen Namen. Danach wurde sie 1947 bis 1973 von Franz Petrak, bis 1989 von Egon Horak, bis 1996 von Orlando Petrini und bis 2004 von Liliane Petrini bearbeitet. Aktuell wird Sydowia von einem Redaktionsgremium aus Egon Horak, Kevin D. Hyde, Omoanghe Isikhuemhen, Orlando Petrini, Jack D. Rogers und Keith Seifert ediert.